# Vinho verde
Vinho verde (portugisiska för grönt vin) är ett ungt lätt vin från Portugal och DOC-regionen med samma namn. DOC-regionen Vinho Verde sammanfaller med VR (Vinhos regionais)-regionen Minho och landskapet Minho. 

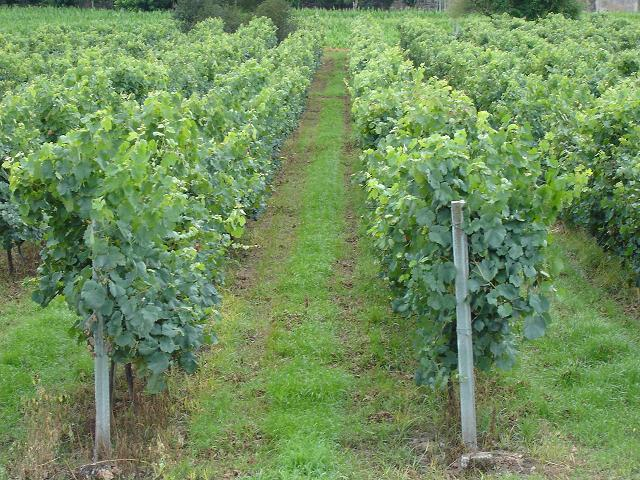
Vinstockar i Minho i Portugal.

Vinho verde-vinet kan både vara vitt och rött och namnet "grönt" betyder snarare att vinet är ungt, till skillnad från moget ("vinho maduro"). 
Vinet odlas i nordvästra Portugal och det svala klimatet gör druvorna fattiga på socker och rika på syra. Därmed fås ett lätt, syrligt vin som ibland tillsätts socker för att mildra syran. De flesta vinho verdes kolsyras lätt före buteljering.

## Druvor
Vitt vinho verde tillverkas framförallt av fyra olika vindruvor: 
- Loureiro
- Alvarinho
- Arinto
- Trajadura.

Rött vinho verde tillverkas framförallt av:
- Vinhão

Rosé-vinho verde tillverkas framförallt av:
- Espadeiro